# American Airlines-vlucht 965
American Airlines Flight 965 was een Boeing 757 die op 20 december 1995 neerstortte tijdens een vlucht van Miami International Airport naar Alfonso Bonilla Aragón International Airport. Het toestel stortte neer op een berg in Buga, Colombia. 151 van de 155 passagiers en alle 8 bemanningsleden kwamen om bij het ongeluk.
Het ongeluk was het ergste ongeluk met een Amerikaans vliegtuig sinds de Lockerbie-aanslag. Vier passagiers overleefden het ongeluk.

## Vlucht
De meeste passagiers aan boord van het toestel waren mensen die terugkeerden naar Colombia voor kerstmis, vakantiegangers, en zakenmensen. Een sneeuwstorm in het noordoosten van de Verenigde Staten vertraagde de vlucht met 30 minuten. Uiteindelijk vertrok het vliegtuig met twee uur vertraging.
De piloten die dag waren Nicholas Tafuri en Donnie R. Williams.
Door een aanval van guerrilla's in 1992 moest de luchtverkeersleiding in Cali het zonder radar stellen. In plaats daarvan gebruikten de piloten en de luchtverkeersleiding verschillende radiobakens om het vliegtuig naar de landingsbaan de leiden. Deze bakens waren al ingeprogrammeerd bij het flight management system (FMS) van het vliegtuig. In theorie zou het systeem de piloten moeten vertellen wanneer ze moesten stijgen en dalen om de bergen te ontlopen.
Daar er weinig wind stond in Cali, vroeg de luchtverkeersleiding de piloten of ze een rechtstreekse aanvliegroute wilden gebruiken naar landingsbaan 19 in plaats van een omweg naar landingsbaan 01. De piloten gingen akkoord in de hoop zo wat van de vertraging in te halen. Hierbij verwijderden ze de oude route uit het FMS. Ze moesten nu met behulp van een kaart hun nieuwe route, die over Tuluá ging, opsporen.
Tegen de tijd dat de piloten Tuluá's coördinaten hadden gevonden, waren ze er al overheen gevlogen. Als reactie hierop probeerden ze de navigatiecomputer in te stellen op het volgende meetpunt, Rozo. De Rozo-NDB werd echter geïdentificeerd als R op hun kaarten. Colombia had een soortgelijke NDB neergezet bij Bogota, en de lijst van controlepunten in de computer van het vliegtuig kende de Rozo-NDB niet als "R", maar enkel onder zijn volledige naam, "ROZO". De piloten kozen het verkeerde baken, en daardoor begon het vliegtuig een koers te vliegen richting Bogota. Toen de fout werd ontdekt, zat het vliegtuig al op ramkoers met een 3000 meter hoge berg. Pas twaalf seconden voor het vliegtuig tegen de berg vloog, sloeg het Ground Proximity Warning System alarm dat het vliegtuig te laag zat. De piloten probeerden nog over de berg te vliegen, maar dat mocht niet baten daar de spoilers van het toestel nog uit stonden en hierdoor het vliegtuig niet genoeg hoogte kon winnen. Het vliegtuig botste tegen de top van de berg.

## Onderzoek en rapport
Het ongeluk werd onderzocht door de Aeronautica Civil (civil aviation authority) van Colombia met hulp van de U.S. National Transportation Safety Board (U.S. NTSB) en enkele andere partijen, zoals de U.S. Federal Aviation Administration, Allied Pilots Association, American Airlines, Boeing Commercial Airplane Group en Rolls Royce Engines.
In september 1996 presenteerde de Aeronautica Civil het uiteindelijke rapport van het ongeluk, dat werd vrijgegeven door de U.S. NTSB.
In het rapport werden de volgende oorzaken genoemd:
1. De piloten faalden in het goed plannen van hun vliegroute, en het adequaat gebruiken van hun apparatuur.
2. De piloten weigerden hun vlucht naar Cali te onderbreken, zelfs toen al duidelijk werd dat de huidige vliegroute niet goed was.
3. Het gebrek aan navigatiemogelijkheden voor de piloten.
4. Het feit dat de piloten niet over konden stappen op ouderwetse radionavigatie toen de FMS-navigatie verwarrend werd.
5. Het feit dat de piloten probeerden nog meer vertraging te voorkomen.

## Nasleep
Door familie en nabestaanden van de slachtoffers werden veel rechtszaken aangespannen tegen American Airlines. American Airlines legde alle schuld bij Jeppesen en Honeywell, die de navigatiecomputer van het verongelukte toestel hadden gemaakt en vergeten waren de coördinaten van Rozo onder de juiste naam in te voeren. De zaak werd uitgevochten in Miami. In juni 2000 besloot de jury dat Jeppesen voor 30 procent schuld had aan het ongeluk, en Honeywell 10 procent. De overige 60 procent schuld werd toegewezen aan American Airlines.